# Sandwithia heterocalyx
Sandwithia heterocalyx là một loài thực vật có hoa trong họ Đại kích. Loài này được Secco miêu tả khoa học đầu tiên năm 1988.